# Wachtmeister af Björkö
Wachtmeister af Björkö var en svensk adelsätt.
Hans Wachtmeister af Björkö tjänade med utmärkelse genom alla graderna, från kornett till generalmajor. Deltog i krigen i Polen, Preussen och Tyskland. Utmärkte sig vid Wittstock och blev utnämnd till riksstallmästare och generalmajor av kavalleriet 1644. Blev friherre (till Björkö i Karelen) den 8 april 1651 – introducerad på riddarhuset den 15 oktober 1652 under nr 31 – samt riksråd 1651.
Av hans fem söner nådde samtliga höga militära poster i armén: (Om Wachtmeisters äldste son, Hans Hansson Wachtmeister, se nedan punkt 3.) Wachtmeisters andre son, Adam Claes Wachtmeister (född 1642), stupade som överste för det Östgöta kavalleri 18 juni 1675 i slaget vid Fehrbellin, vilket nederlag hans förflugenhet till stor del vållade. (Om Wachtmeisters tredje son, Axel, se nedan punkt 5.) Riksrådets fjärde son, Bleckert (född 26 februari 1644, död 30 april 1701 i Reval), som sedan 1677 var överste för Östgöta kavalleri efter brodern Adam Claes, blev 1695 generalmajor samt landshövding över Kalmar län och Öland. Som generallöjtnant kommenderade han år 1700 i slaget vid Narva kavalleriet på högra flygeln. Hans femte son Fritz Wachtmeister blev generallöjtnant av kavalleriet och ledde bland annat ett lyckat utfall ur belägringen av Malmö i juli 1677.